# Кырпешть
Кырпешть (рум. Cîrpești) — село в Кантемирском районе Молдавии. Относится к сёлам, не образующим коммуну.

## География
Село Кырпешть расположено примерно в 8 км к востоку от города Кантемир. Ближайшие населённые пункты — сёла Ларгуца, Гагарыш и Тартаул. Севернее села находится охраняемая природная территория «Codrii Tigheciului».
Село расположено на высоте 169 метров над уровнем моря.

## Население
По данным переписи населения 2004 года, в селе Кырпешть проживает 2537 человек (1285 мужчин, 1252 женщины).
Этнический состав села:
| Национальность | Число жителей | Процентный состав |
| -------------- | ------------- | ----------------- |
| молдаване      | 2494          | 98.31             |
| румыны         | 26            | 1.02              |
| русские        | 5             | 0.2               |
| украинцы       | 4             | 0.16              |
| гагаузы        | 3             | 0.12              |
| болгары        | 2             | 0.08              |
| прочие         | 3             | 0.12              |
| Всего          | 2537          | 100%              |